# Javier Moro
Javier Rafael Moro Lapierre (Madrid, 11 de febrero de 1955) es un escritor español. En 2011 obtuvo el Premio Planeta por la novela El imperio eres tú. En 2018 obtuvo el Premio Primavera de Novela por Mi Pecado.

## Biografía
Javier Moro nació en Madrid y es hijo del matrimonio formado por el español Julio Moro (fallecido en 1982) y la francesa Bernadette Lapierre, de profesión traductora. Tiene además un hermano menor, y es sobrino del escritor francés Dominique Lapierre. Javier estudió el bachillerato en el Liceo Francés de Madrid. Desde muy joven viajó con su padre, ejecutivo de TWA, a países de África, Asia y América. Esos viajes en familia, en los que descubre el mundo, constituyen los mejores recuerdos de la infancia y dejan una huella que aparecerá más tarde en sus libros.
Entre 1973 y 1978 estudia Historia y Antropología en la Universidad de Jussieu.
Colaborador asiduo en medios de prensa extranjeros y nacionales, ha trabajado como investigador en varios libros de Dominique Lapierre y Larry Collins, coproducido películas como Valentina y 1919: Crónica del alba, ambas basadas en la obra de Ramón J. Sender.
Para escribir su primera novela, Senderos de libertad (1992), "viajó durante tres años por la Amazonia en avioneta, canoa, autocar e incluso a pie para reconstruir la historia de Chico Mendes, un humilde cauchero que se convirtió en símbolo internacional de la defensa del medio ambiente".
Su segunda novela, El pie de Jaipur, apareció tres años más tarde y es la primera en estar ambientada, al menos en parte, en Asia: trata de un joven estudiante francés gravemente accidentado y un camboyano superviviente de la época de los jemeres rojos que se conocen al coincidir en una clínica y se unen para enfrentar la adversidad y luchar en la vida. La escritora y periodista Maruja Torres dijo que esta obra "debería leerla todo el mundo porque trata, como alguno de los múltiples seres reales que lo pueblan dicen en algún momento, de lo importante que es 'lo que hacemos con lo que nos queda'. O sea de la superación de frustraciones".
A esta le siguieron otros cuatro libros cuya acción transcurre en ese continente: Las montañas de Buda (1998) se desarrolla en el Tíbet; Era medianoche en Bhopal (2001), en la India con las dos novelas siguientes (escrito con Dominique Lapierre, trata sobre el desastre de Bhopal, la catástrofe química ocurrida el 3 de diciembre de 1984); Pasión india (2005), historia del amor y la traición entre la bailarina
española Anita Delgado y el marajá de Kapurtala, Jagatjit Singh; y El sari rojo, que, según ha explicado Moro, "es la historia dramatizada de la familia Gandhi a través de los ojos de Sonia. La obra causó escándalo e irritación en la India: "se quemaron ejemplares del libro y retratos" de Moro.
Durante ese período también se publicó, en 1999, su cuarto libro La mundialización de la pobreza. Este libro, no muy extenso y poco conocido, es de gran interés para conocer las preocupaciones sociales o políticas del autor, al menos en el período ya visto en sus obras anteriores. El libro se inicia con una sugestiva entrevista de 13 páginas de Eduardo Punset (1936-2019) a Dominique Lapierre (1931-2022) acerca de La ciudad de la Alegría (1985). El libro alejado del género novelístico parece acercarse más a un ensayo de economía o política, pero hace un interesante recorrido con estilo de crónica periodística por diferentes sociedades. Aparte de este análisis del Tercer Mundo, el libro trata de como interaccionan las instituciones financieras transnacionales que gestionan las ayudas con el Tercer Mundo con resultados contrarios a su progreso, infraestructuras o medioambiente. Con una cierta carga de denuncia se destaca el valor de recuperar la acción política y la moral de los implicados. Sorprende la total vigencia actual de sus conclusiones a pesar de los años de su publicación.
Su octavo libro, El imperio eres tú, vuelve a estar ambientado en América del Sur: trata sobre la vida del emperador Pedro I de Brasil, que también lo fue, por un breve periodo, rey de Portugal. La novela le valió el Premio Planeta 2011.
En 2015 publica A flor de piel, la epopeya de Real Expedición Filantrópica de la Vacuna, donde aparece el personaje histórico de Isabel Zendal, la enfermera que acompañó a los niños que formaron parte de aquella expedición.
En 2018 publica Mi pecado, una historia ambientada en el Hollywood de 1930, con la actriz española Conchita Montenegro como protagonista. Con esta novela consiguió el Premio Primavera 2018.
En 2020 publica A prueba de fuego, la historia de Rafael Guastavino, el arquitecto de Nueva York. 
En 2023 publica Nos quieren muertos, la historia del político y activista Leopoldo López, que es también un testimonio indispensable para entender la Venezuela actual. 
Sus novelas han sido traducidos a varios idiomas.
Javier Moro es patrono de la Fundación "Ciudad de la Alegría".

## Premios
- Christopher Award 2003 por Era medianoche en Bhopal.
- Premio Planeta 2011 por El imperio eres tú.
- Premio Primavera de Novela 2018 por Mi pecado.

## Obra
- Senderos de libertad, Seix Barral, 1992; basado en la historia de Chico Mendes.
- El pie de Jaipur, Seix Barral, 1995.
- Las montañas de Buda, Seix Barral, 1998.
- La mundialización de la pobreza, Galaxia Gutenberg, Círculo de lectores, 1999, con entrevista de Eduardo Punset a Dominique Lapierre.[10]
- Era medianoche en Bhopal, Planeta, 2001, escrito en colaboración con Dominique Lapierre .
- Pasión india, Lunwerg Editores, Colección Plawerg, 2005.
- El sari rojo, Seix Barral, 2008.
- El imperio eres tú, 2011, Premio Planeta 2011.
- A flor de piel, Seix Barral, 2015 (Booket, 2016).
- Mi pecado, Espasa, 2018.[11]
- A prueba de fuego, Espasa, 2020.
- Nos quieren muertos, Espasa, 2023.